# Volby do Zastupitelstva města Ostravy 2006
Volby  do zastupitelstva města Ostravy v roce 2006 proběhly v rámci obecních voleb v pátek 20. a sobotu 21. října. Ostrava měla pouze jeden volební obvod, zvoleno bylo celkem 55 zastupitelů. Volilo 81 292 voličů, což představuje volební účast 32,16 % oprávněných voličů. 
Vítězem voleb se již potřetí stala Občanská demokratická strana a Česká strana sociálně demokratická opět skončila na druhém místě. Mandáty získala také Komunistická strana Čech a Moravy a Křesťanská a demokratická unie - Československá strana lidová. 

## Výsledky hlasování
| Volební strana                                                | Počet hlasů | Hlasy v % | Mandáty | Bilance |
| ------------------------------------------------------------- | ----------- | --------- | ------- | ------- |
| Občanská demokratická strana                                  | 1 502 593   | 37,71     | 24      | ▲ +4    |
| Česká strana sociálně demokratická                            | 1 099 507   | 27,60     | 18      | ▲ +2    |
| Komunistická strana Čech a Moravy                             | 661 084     | 16,59     | 10      | ▼ -2    |
| Křesťanská a demokratická unie - Československá strana lidová | 227 816     | 5,72      | 3       | ▼ -1    |
| Strana zelených                                               | 164 056     | 4,12      | 0       |         |
| NEZÁVISLÍ                                                     | 143 711     | 3,61      | 0       |         |
| SNK Evropští demokraté                                        | 125 139     | 3,14      | 0       |         |
| NEZÁVISLÍ PRO OSTRAVU                                         | 19 253      | 0,48      | 0       |         |
| NOVÁ ALIANCE- Z, ODA a US-DEU                                 | 18 125      | 0,45      | 0       |         |
| Národní strana                                                | 15 542      | 0,39      | 0       |         |
| Impuls pro Ostravu - KONS, KČ, S                              | 7 508       | 0,19      | 0       |         |
| celkem                                                        | 3 984 334   | 100       | 55      | ▬ ±0    |